# کونگن
کونگن (به آلمانی: Köngen) یک شهر در آلمان است که در ااسلینگن واقع شده‌است. کونگن ۹٬۶۳۳ نفر جمعیت دارد.